# Kristóf, a magánzó
A Kristóf, a magánzó 1965-ben bemutatott magyar televíziós filmvígjáték, melyet Rideg Sándor Kristóf rózsafái című regénye alapján Zsurzs Éva rendezett. A főszerepben Bodrogi Gyula látható.

## Cselekmény
Budapest, 1927. Kristóf egy harminc körüli szorgalmas és becsületes, de agyafúrt fiatalember. Egy kis faluból érkezett, ahol megelégelte gazdája rossz bánásmódját. Miután az túlhajszolta, elhordta mindennek, tetejébe ki sem akarta fizetni, dühében felpofozta és orrba vágta, amiért kirúgták. Bosszúból azonnali sürgősséggel utolsó kenetet és koporsót rendelt neki, az ebből adódó hatalmas botrányt titokban és mosolyogva figyelte. Mindezek után jobbnak látta eltűnni a faluból. 
Állásra Pesten szinte semmi esély, ezért a piacon próbál szerencsét, mint házhozszállító. Munkája a pénzesebb polgárok cselédei, a boltosok, vendéglősök által megvásárolt nagyobb mennyiségű élelmiszer házhozszállítása némi összegért. A többi szállító hamar befogadja, a jövedelemből szerényen, de meg lehet élni. Egy alkalommal az egyik lakás névtábláján Kozarek Mihály, magánzó feliratot lát. A piacon kérdi idős kollégáját, hogy ez mit jelent. Az idős elmagyarázza, magánzó az, akinek vagy van elég pénze, hogy munka nélkül megéljen, vagy el akarja titkolni, hogy miből él (esetünkben az utóbbi, mert Kozarek volt az állami ítéletvégrehajtó) . Kristóf a fejébe veszi, hogy ő bizony magánzó lesz. 
Egy napon rámosolyog a szerencse. Hegemón úr, egy rózsadombi villa komornyikja kertészt keres. Noha Kristóf sosem foglalkozott effélével, elvállalja a munkát. Hamarosan bele is tanul, mindenki megelégedésére. Bár az éltesebb korú szakácsnő nyomuló közeledését kissé nehezen viseli, minden rendben megy, míg az az ötlete nem támad, hogy a kertben virágokból kirakja a magyar címert. A munka ugyan kiválóan sikerül, de a méltóságos tábornok úr kutyája az egészet összeugrálja és összekaparja, ezért Kristóf mérgében elzavarja és egy követ dob utána, amiért azonnali hatállyal kirúgják. Nem tudta ugyanis, hogy ebben a házban a kutya előrébb való, mint az alkalmazott. Noha kap végkielégítést, még Hegemón urat is megfeji. Botránnyal, a ház urainak a kioktatásával fenyegetőzik, ezért Hegemón inkább a saját zsebéből lefizeti, hogy távozzon.  
Kristóf elhatározza, hogy csomagok és levelek azonnali házhozszállításával fog foglalkozni, ebben segítője is lesz egy trafikos személyében. Az üzlet itt is beindul, ám egy komolyabb megbízás is érkezik. Delikát úr, egy korosodó cipőgyáros gyanakszik, hogy a felesége megcsalja, ezért afféle magándetektívként megbízza Kristófot az állandó megfigyeléssel. 
Már az első napon kiderül, hogy a gyanú nem volt megalapozatlan. Kristóf kombinálni kezd. Ha elárulja a megcsalás tényét, a jól fizető napidíjas munkának azonnal vége, családi botrány tör ki, válás lesz, a végén Delikát úr esetleg még fel is akasztja magát bánatában. Úgy kell a dolgokat rendeznie, hogy mindenki boldog és elégedett maradjon, tetejébe ő is a lehető legjobban járjon. Az utcán megszólítja az asszonykát, majd elárulja neki az egész ügyet. Megállapodnak, a feleség ezután papíron leírja neki, hogy mit jelentsen Delikát úrnak, cserébe kétszer annyi napidíjat fizet neki. Kristóf végül még a feleség gazdag szeretőjétől is kap egy jelentős összeget a hallgatás fejében.
Eltelik egy hónap, az akciónak vége. Delikát úr boldog, mert Kristóf jelentései alapján a felesége egy igazi szent asszony, aki sosem csalta meg, sőt gyermekáldásnak néz elébe, az asszonyka és szeretője is nyugodtan folytatják kapcsolatukat. Kristóf ezalatt megkereste egy munkás másfél évi jövedelmét, majd úgy dönt, hogy a tengerentúlon próbál szerencsét.

## Szereplők
- Bodrogi Gyula - Szerencsés Kristóf, szorgalmas és becsületes, de agyafúrt fiatalember
- Tompa Sándor - Vitéz Csukás Pál, Kristóf vidéki gazdája
- Fónay Márta - Csukásné
- Szendrő József - koporsókészítő
- Deák Sándor - vidéki tisztelendő
- Kőmíves Sándor - piaci szaki
- Raksányi Gellért - piaci szaki
- Gyenge Árpád - piaci szaki
- Kovács Károly - a tábornok úr őkegyelmessége, a villa tulajdonosa
- Lázár Mária -  a tábornokné, aki kirúgatja Kristófot
- Sinkovits Imre - Hegemón úr, a villa komornyikja
- Dajka Margit - szakácsnő a villában
- Szilvássy Annamária - cselédlány a villában
- Suka Sándor - trafikos
- Greguss Zoltán - Delikát úr, megcsalt cipőgyáros
- Kállay Ilona - Delikátné, a csalfa feleség
- Bárány Frigyes - Delikátné gazdag szeretője